# Orel Grinfeld
Orel Greenfield (1981. augusztus 21. –) izraeli nemzetközi labdarúgó-játékvezető.

## Pályafutása

### Nemzetközi játékvezetés
Az Izraeli labdarúgó-szövetség Játékvezető Bizottsága (JB) terjesztette fel nemzetközi játékvezetőnek, a Nemzetközi Labdarúgó-szövetség (FIFA) 2012-től tartotta nyilván bírói keretében. Több nemzetek közötti válogatott és klubmérkőzést vezetett. FIFA JB besorolás szerint 3. kategóriás bíró.

#### Ifjúsági Európa-bajnokság
Litvánia rendezte a 2013-as U19-es labdarúgó-Európa-bajnokságot, ahol az UEFA JB játékvezetőként foglalkoztatta.
| Időpont          | Helyszín                           | Mérkőzés típusa        | Mérkőzés                    | Eredmény |
| ---------------- | ---------------------------------- | ---------------------- | --------------------------- | -------- |
| 2013. július 23. | ARVI Stadion, Marijampolė          | selejtező (B. csoport) | Szerbia–Grúzia              | 1 – 0    |
| 2013. július 26. | Darius and Girėnas Stadion, Kaunas | selejtező (A. csoport) | Portugália–Litvánia         | 4 – 2    |
| 2013. július 29. | Darius and Girėnas Stadion, Kaunas | egyik elődöntő         | Spanyolország–Franciaország | 1 – 2    |

#### 2020-as Európa-bajnokság
2021. június 17-én ő fújta a sípot a Hollandia–Ausztria (2–0) csoportmérkőzésen.
| Időpont          | Helyszín                        | Mérkőzés típusa | Mérkőzés           | Eredmény |
| ---------------- | ------------------------------- | --------------- | ------------------ | -------- |
| 2021. június 17. | Johan Cruijff Arena, Amszterdam | csoportmérkőzés | Hollandia–Ausztria | 2 – 0    |